# Říp
Hora Říp (německy Sankt Georgsberg, Georgenberg) je se svými 460,8 m n. m. již z daleka viditelný a výrazný vrch čtyři kilometry jižně od Roudnice nad Labem. Dříve udávaná výška 455 m n. m. je výškou geodetického bodu, ne nejvyšším místem. Jeho vrchol se nachází v katastrálním území Mnetěš. Vrchol Řípu s románskou rotundou svatého Jiří vystupuje asi 200 metrů nad okolní plochou krajinu. Říp je památné místo české mytologie a historie. Podle pověsti sem přišel praotec Čech, přehlédl okolní krajinu a rozhodl se zde usadit. Hora Říp s rotundou je chráněna jako národní kulturní památka. Traduje se, že každý pravověrný Čech by měl alespoň jednou za život na tuto horu vystoupit.

## Název
Výklady k původu slova Říp nejsou jednoznačné a liší se.
Pavla Loucká v časopisu Vesmír uvádí, že slovo Říp je předslovanského původu a je identické se starogermánským slovem rīp (skála, hora), které má latinskou obdobu ve slově rípa (břeh, svah, úbočí). Slované převzali jméno hory od germánských kmenů, případně německých kupců, pro které hora sloužila jako významný orientační bod na cestě do Prahy. Též uvádí, že je možný původ jména až z ilyrsko-thráckého základu.
Antonín Profous ve své knize Místní jména v Čechách jejich vznik, původní význam a změny, díl třetí z roku 1951 uvádí, že jméno Říp je germánského původu a pochází z již zmíněného slova rip.
Dušan Třeštík ve své knize Mýty kmene Čechů (7.–10. století) z roku 2003 píše, že jméno je indoevropské a jeho původ tak sahá až do doby bronzové. Znamená prostě Hora. Vychází z keltského „rib“ tzv. „žebro“ tj. žebro země.
Ľubomír Novák však tvrdí, že keltský původ jména není z fonologického (hláskoslovného) hlediska přesvědčivý a ve své stati Pravěké osídlení Česka ve světle jazykových pramenů uvádí, že by původ jména Říp mohl být íránský z kmene Skytů nebo Kimmerijců, případně Sigynnů. Na závěr shrnuje, že jméno je indoevropské předkeltského původu a významově prosté: hora nebo kopec.
V Kosmově kronice z roku 1120 se uvádí tvar Rip ve větě Circa montem Rip inter duos fluvio (kolem hory Říp mezi dvěma řekami). V Dalimilově kronice z roku 1310 se vyskytuje tvar Rzyp. Veršovaný německý překlad Dalimilovy kroniky z let 1330–1346 zmiňuje název Reifen ve větě von den Reifin (v rukopisu stálo greifin, ale g bylo setřeno).
Po postavení rotundy svatého Jiří se hora krátce jmenovala Sankt Georgsberg.

## Přírodní poměry

### Geologie a geomorfologie
Typický zvonovitý tvar Řípu má zvláštní stavbu. Jádro hory tvoří třetihorní magmatická hornina sodalitický nefelinit, skládající se z minerálů nefelínu, pyroxenů, sodalitu a magnetitu, kdežto úpatí obklopuje čtvrtohorní obruba z volně nakupených balvanů, úlomků, drti a z navátých, převážně křemenných písků a vápnité spraše. Jak bylo ověřeno vrtem, mocnost obruby na úpatí hory přesahuje sedmnáct metrů. Podobnou stavbu má značná část bývalých sopek Českého středohoří.

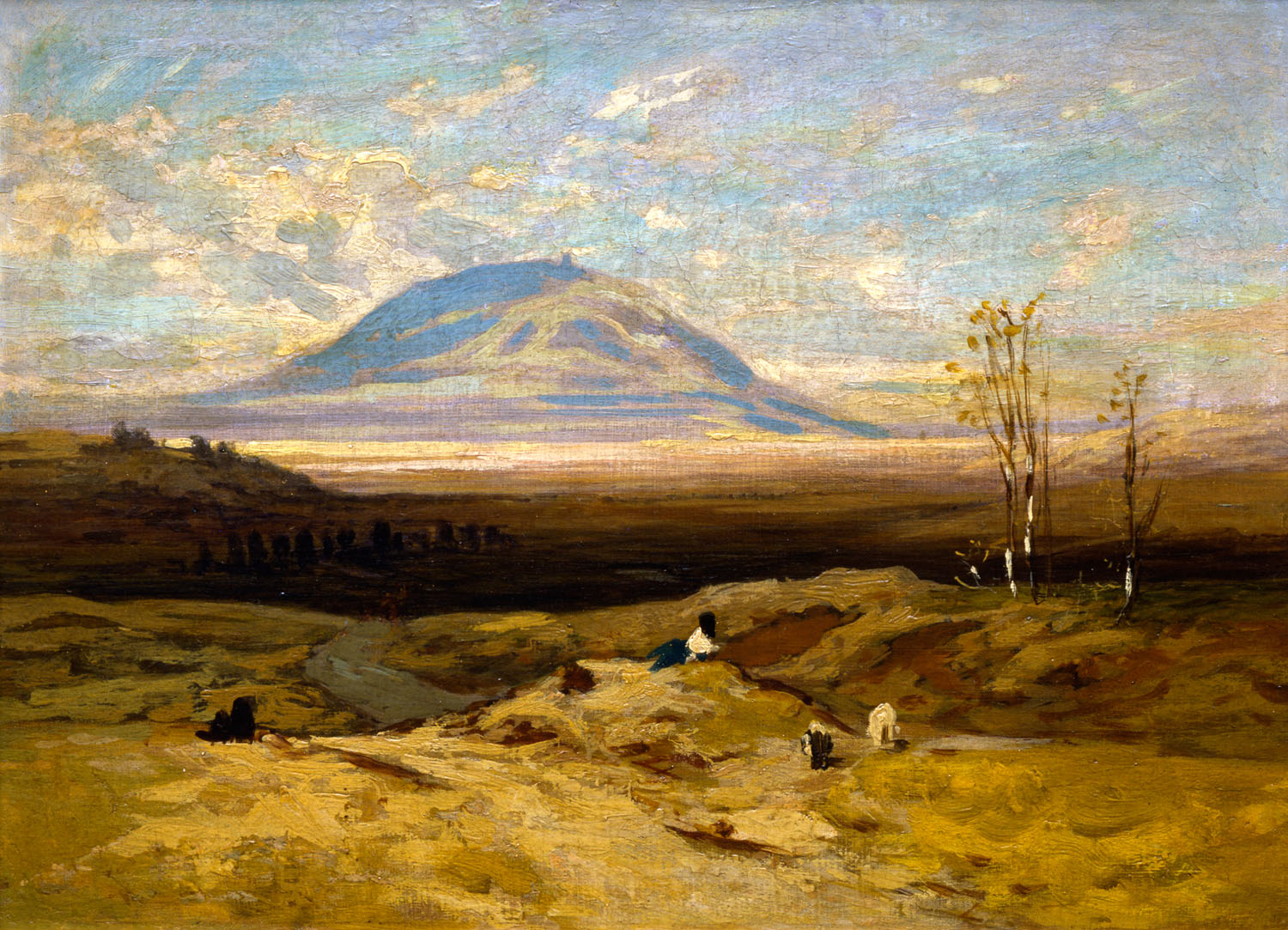
Julius Mařák: Říp v 19. století

Vrcholová plošina hory má tvar elipsy s delší osou ve směru S-J dlouhou 850 m a kratší osou 500 m. Jde o pozůstatek jádra třetihorního vulkánu, který se tyčil do výšky více než 1 km nad úroveň dnešního vrcholu. Říp je dnes již značně snížen zvětráváním, se silnými suťovými vrstvami na úpatí.
Podle výzkumů publikovaných v roce 2025, na nichž se podíleli vědci z Přírodovědecké fakulty Univerzity Karlovy, Geologického ústavu Akademie věd ČR, Technické univerzity Ostrava a Masarykovy univerzity v Brně a spolu s nimi v rámci programu Otevřená věda AV ČR také dvě středoškolské studentky, bylo zjištěno, že hora je pozůstatkem lávového jezera, které vzniklo před více než 26 miliony let během erupce tzv. maarového vulkánu. K této erupci došlo v okamžiku, kdy se stoupající magma o teplotě až 1200 °C dostalo do kontaktu s podzemní vodou české křídové tabule. Erupcí vznikla diatréma, na jejímž vrcholu se vytvořil kráter zaplněný lávou. Centrální část tohoto lávového jezera se pak stala jádrem budoucí hory Říp.
Na základě geofyzikálních měření, analýzy magnetických vlastností hornin a terénního mapování se podařilo zjistit, že uvnitř kopce se nachází ztuhlá masa sopečné horniny nefelinitu s vějířovitě uspořádanými sloupcovitými puklinami, což je typickým znakem lávových jezer. Zároveň byl pomocí geofyzikálních dat zmapován systém někdejších podzemních přívodních drah magmatu.

### Magnetické anomálie
Zdejší sodaliticko-nefelinický čedič obsahuje kromě olivínu i magnetovec, což způsobuje lokální magnetické anomálie, které se projevují výchylkami střelky kompasu.

### Prameny
Na úpatí Řípu vyvěrají tři prameny, z nichž ten východní je odjakživa považován za léčivý.

### Flora
Až do roku 1879 byl Říp bezlesý. Dnes téměř celou horu pokrývá dubohabrový les; z dalších dřevin se vyskytuje javor (Acer), borovice (Pinus), jasan (Fraxinus) a lípa (Tilia). Na několika holých místech se vyskytuje původní vzácná teplomilná květena například zvonek boloňský (Campanula bononiensis), křivatec český pravý (Gagea bohemica subsp. bohemica) a kosatec nízký (Iris pumila). Vrchol je zalesněný a bez rozhledu, dílčí pohledy do širokého okolí se nabízejí z několika skalních vyhlídek na úbočích hory.

### Ochrana přírody
V roce 2011 byla vyhlášena přírodní památka Hora Říp k ochraně evropsky významné lokality Natura 2000 zejména kontinentálních opadavých křovin, skalních trávníků, polopřirozených suchých trávníků a křovin na vápnitém podloží včetně v místě se vyskytujících vzácných druhů rostlin a živočichů například roháč obecný (Lucanus cervus), přástevník kostivalový (Euplagia quadripunctaria) nebo lišaj pryšcový (Hyles euphorbiae).

## Historie a mýty
Nápadná vyvýšenina poutala pozornost lidí od nejstarších časů a v rovinaté krajině byla důležitým orientačním bodem. Říp, v původní podobě bez porostu, na ilustracích Karla Liebschera z doby kolem roku 1880:

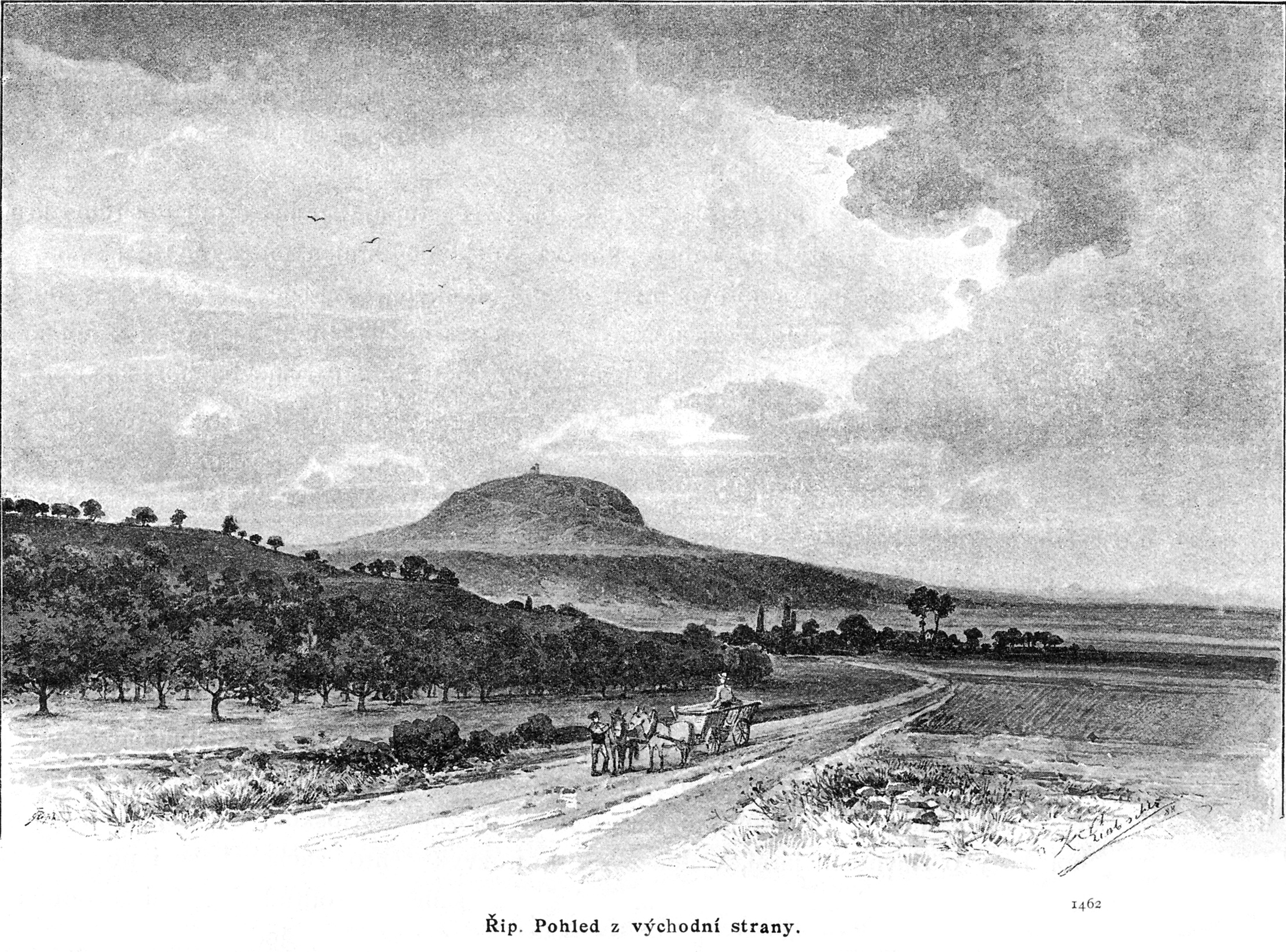
Říp od východu
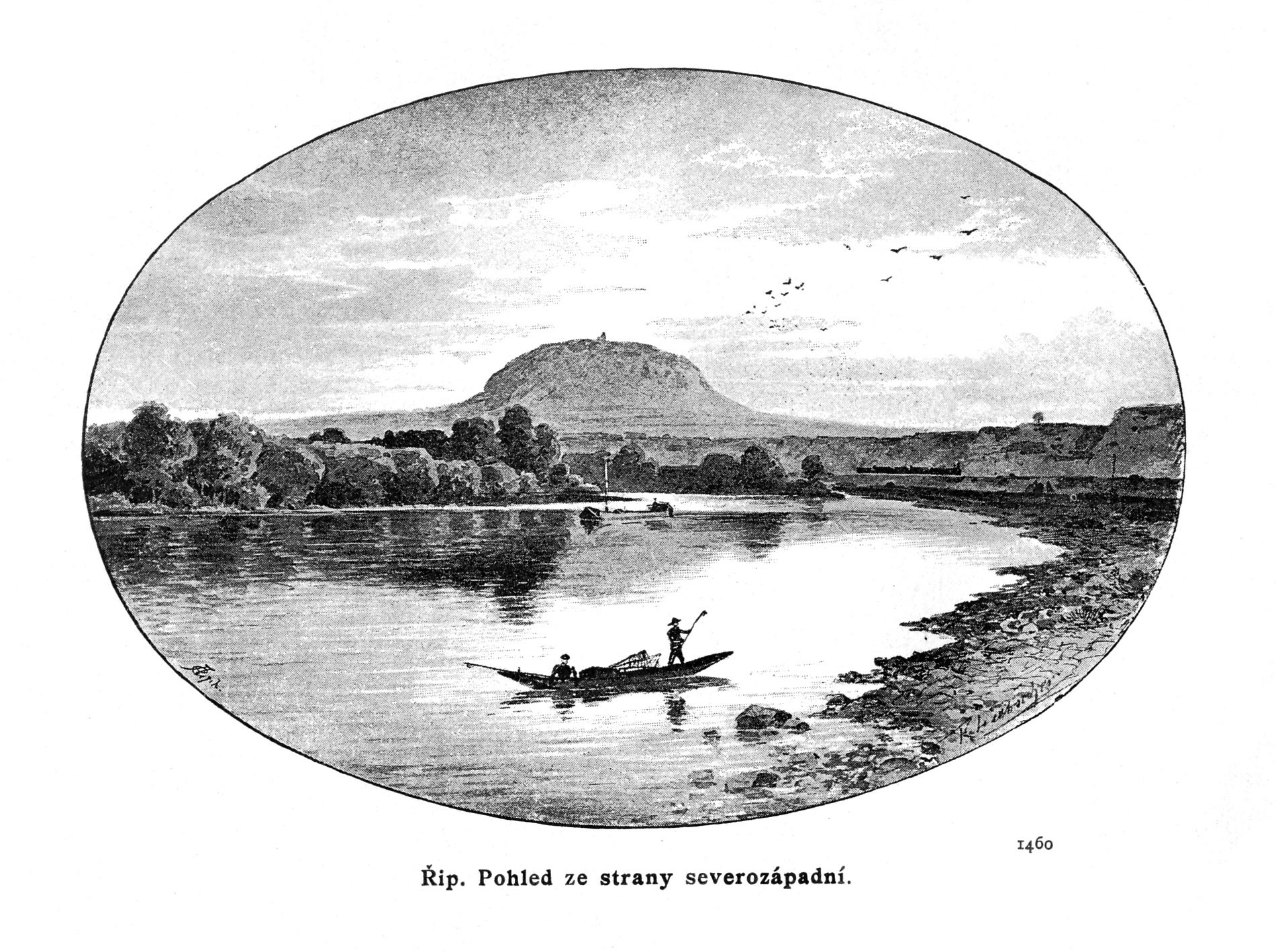
Říp od severozápadu
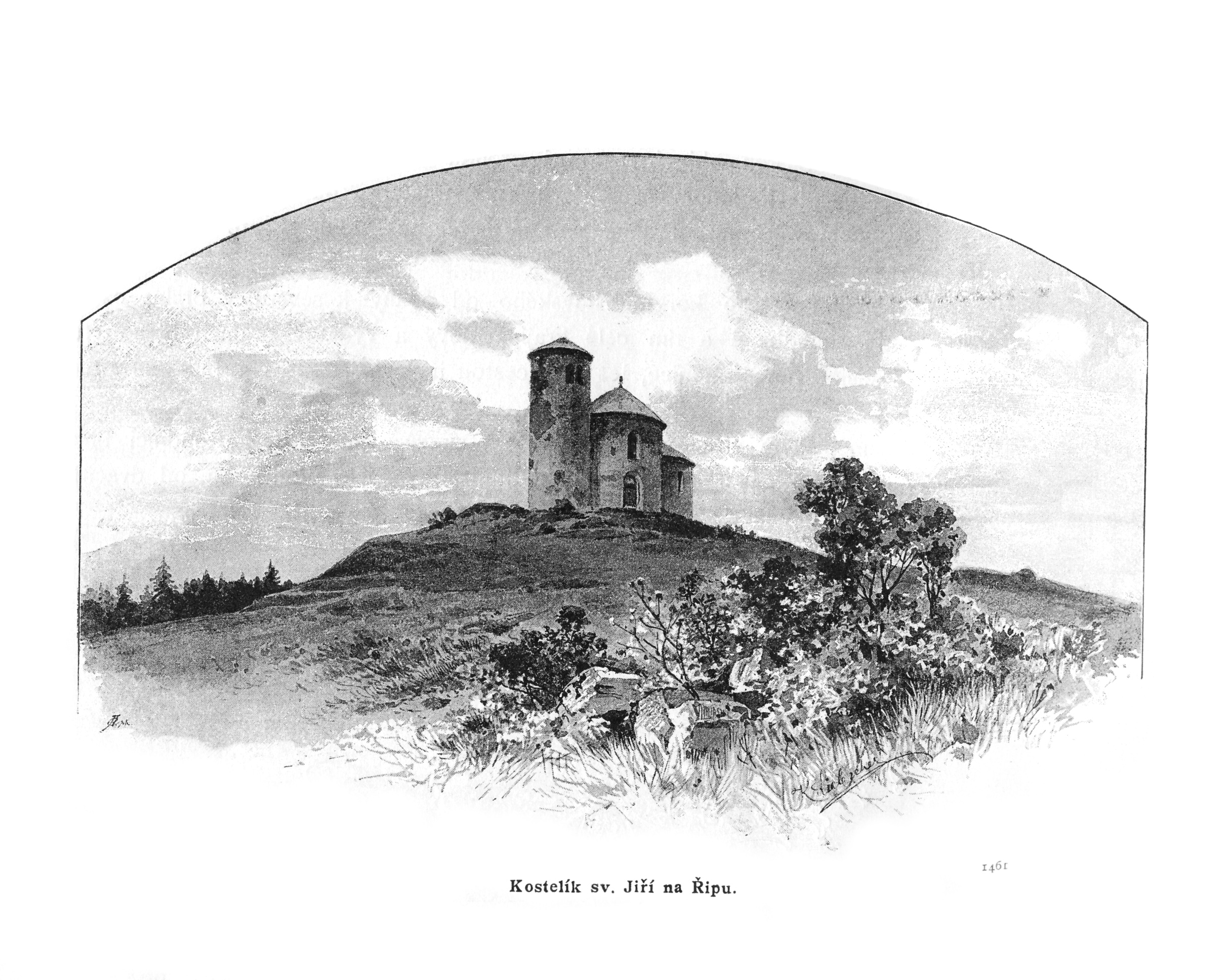
Rotunda sv. Jiří na Řípu

Legenda, kterou poprvé zaznamenal počátkem 12. století kronikář Kosmas, pokládá právě horu Říp (Rip) a její okolí za místo, kde se usadili první Slované vedení praotcem Čechem při příchodu do nové vlasti a kde se odehrálo rituální „vzetí do vlastnictví“ okolní země, vrcholící jejím novým pojmenováním po vůdci těchto Slovanů, Čechovi (latinsky Boemus). V časně slovanské době však bylo území Řípu neosídleno, patrně pro nedostatek vody. Hora však ležela přesně ve středu tehdejšího slovanského osídlení Čech a horizont, jehož lze dohlédnout z jejího vrcholu, tvořil zároveň hranici tohoto osídlení.
Pověst o praotci Čechovi rozvinul v 16. století Václav Hájek z Libočan, podle něhož byl vojvoda Čech po své smrti pochován v nedaleké Ctiněvsi (1,5 km JV). Nejznámější zpracování pověsti vytvořil roku 1894 Alois Jirásek ve Starých pověstech českých. Nejnovější zpracování je od Petra Piťhy v knize Paměť a naděje.
Hora Říp byla od počátku 17. století, s několika přestávkami včetně nacistické a komunistické konfiskace, v majetku šlechtického rodu Lobkoviců, v současnosti (k roku 2021) je majitelka Margaret Brooks Lobkowicz.
Roku 1868 zde byl vyzvednut a do Prahy slavnostně dopraven jeden ze základních kamenů Národního divadla. Do Prahy jej doprovodilo 300 jezdců a cestu lemoval špalír družiček s košíčky plnými květů.
V letech 2010 až 2018 byl podle názvu hory pojmenován pár vlaků (rychlíky) jezdící mezi Prahou a Děčínem.

## Stavby na vrcholu

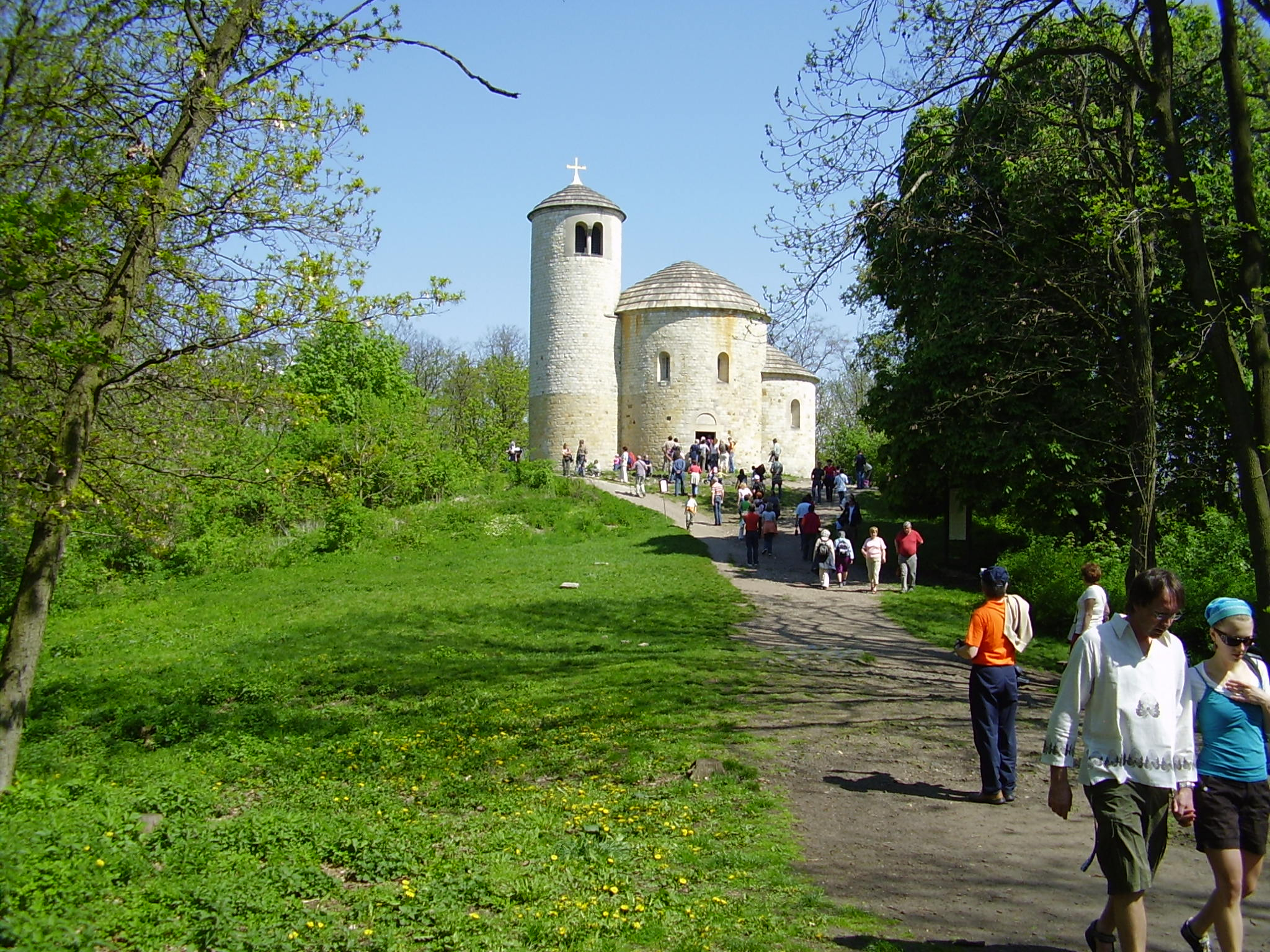
Výstup na Říp

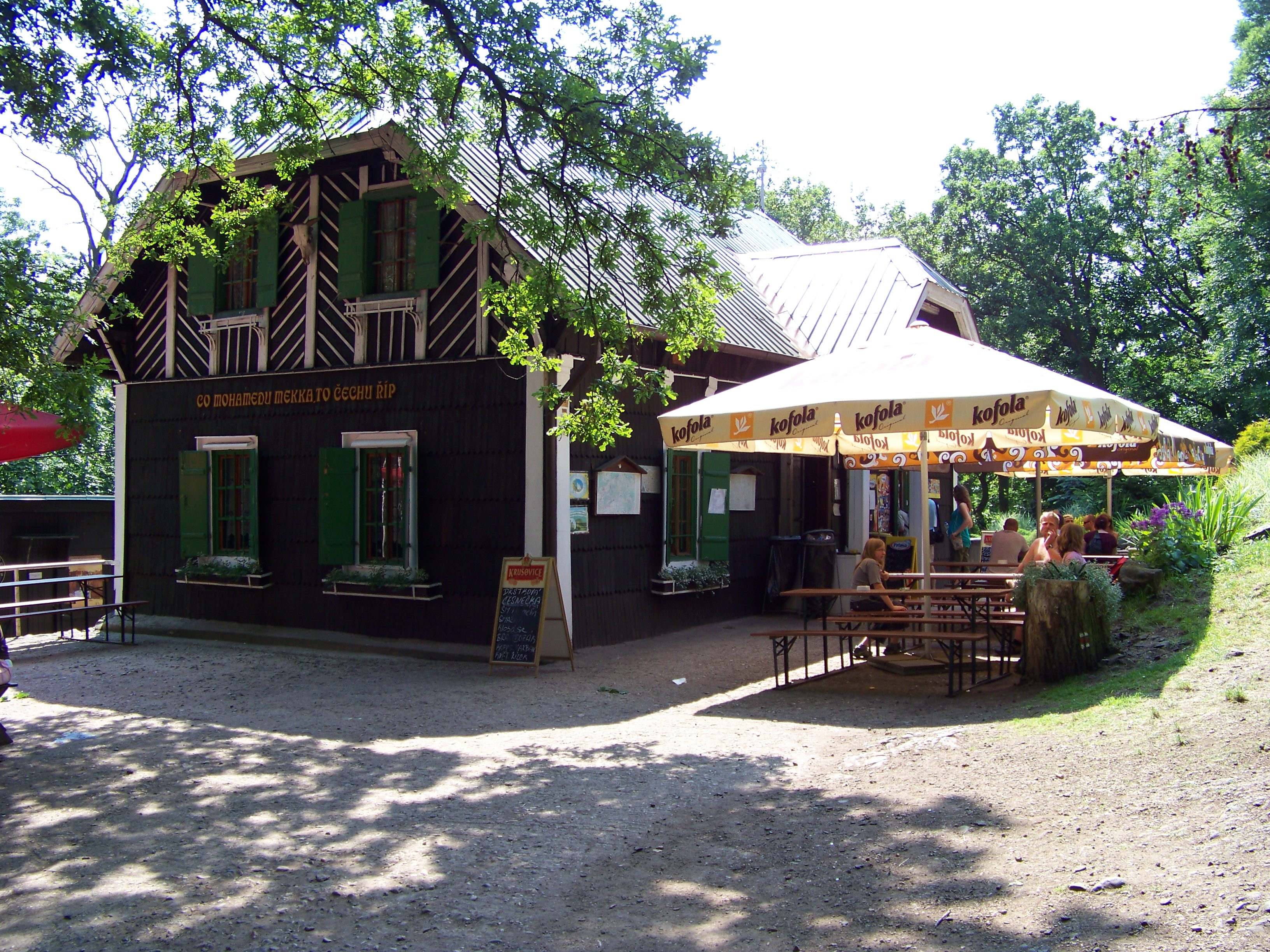
Boumova chata

Na vrcholu hory stojí románská rotunda sv. Jiří, původně zasvěcená svatému Vojtěchovi. Poprvé je připomínána roku 1126, kdy nechal kníže Soběslav I. stávající kostelík opravit a rozšířit na paměť vítězství proti německému králi Lotharu III. v bitvě u Chlumce. Kostel, jehož zasvěcení bylo mezitím změněno na sv. Jiří, se v 17. a 18. století stal oblíbeným poutním místem; od poloviny 19. století byl Říp nejednou dějištěm táborů lidu a národních manifestací. Současná podoba rotundy je výsledkem puristické přestavby v  sedmdesátých letech 19. století. Každoroční pouť se koná v neděli před svátkem svatého Jiří (24. dubna), související zábavní a kulturní program o následujícím víkendu.
Na vrchol vede několik značených turistických cest. Roku 1907 byla v sousedství rotundy postavena turistická Boumova chata, která dodnes slouží jako výletní restaurace. Na zdi chaty je připevněn patriotický nápis „Co Mohamedu Mekka, to Čechu Říp“.

## Pochody

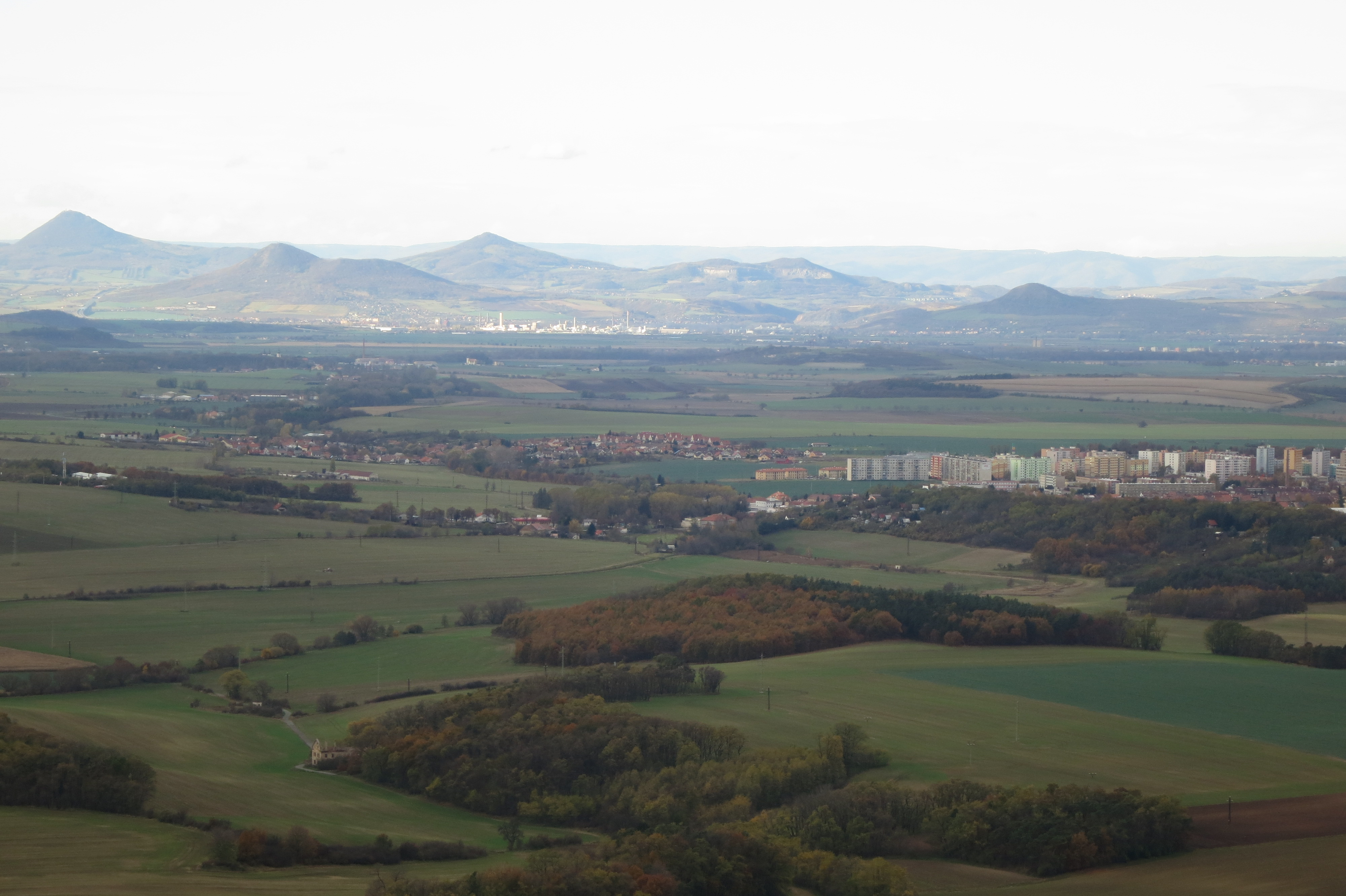
Výhled z Roudnické vyhlídky na Roudnici nad Labem (vpravo)

Každoročně se na Říp vypravuje mnoho průvodů, pochodů a procesí pořádaných různými organizacemi. Na podzim pořádá klub roudnických cyklistů Výjezd na Říp. Cílem je vyjet co nejrychleji horu bez jediného dotyku nohou země. Během turistické sezóny (od června do září) je možné se k Řípu přiblížit Podřipským motoráčkem. 